# Gegye
Gegye Dzong, Chinees: Gê'gyai Xian is een arrondissement in de prefectuur Ngari in de Tibetaanse Autonome Regio, China.
Het heeft een oppervlakte van 55.287 km² en in het arrondissement ligt het meer Donggu Co. In 1999 telde het 12.313 inwoners. De gemiddelde hoogte is 4500 meter. De gemiddelde jaarlijkse temperatuur is -2 °C en jaarlijks valt er gemiddeld 50 mm neerslag.